# YoungBoy Never Broke Again
Kentrell DeSean Gaulden (Baton Rouge, Louisiana, SAD, 20. listopada 1999.), poznatiji pod umjetničkim imenom YoungBoy Never Broke Again, široj javnosti i kao NBA YoungBoy, američki je reper, tekstopisac i glazbeni producent. 
Krajem 2017. potpisao je ugovor s Atlantic Recordsom. U siječnju 2018. izdao je singl "Outside Today", koji je dostigao 31. mjesto Billboard Hot 100 ljestvice. Pjesma je postala vodeći singl za njegov debitantski studijski album Until Death Call My Name (2018.) koji je došao do sedmog mjesta američke Billboard 200.
U listopadu 2019. objavio je singl "Bandit" s Juice Wrldom, koji je postao njegov prvi singl među deset najboljih. Tjedan dana kasnije, objavio je miksani album AI YoungBoy 2 (2019), koji je debitirao na prvom mjestu Billboardove 200 ljestvice. U travnju 2020. izdao je novi miksani album, 38 Baby 2, njegov drugi projekt na vrhu ljestvice. Kasnije je te godine, objavio svoj drugi studijski album Top, koji je postao njegov treći projekt na vrhu ljestvice u manje od godinu dana. U rujnu 2021., Sincerely, Kentrell objavljen je tijekom njegovog boravka u zatvoru te se ponovno našao na vrhu ljestvica, čineći ga trećim izvođačem uz Tupaca Shakura i Lil Waynea koji je imao album na prvom mjestu ljestvice dok je bio u zatvoru. U kolovozu 2022. izdao je svoj četvrti studijski album, The Last Slimeto, koji je označio njegov posljednji studijski album s Atlantic Recordsom. U siječnju 2023. objavio je svoj peti, I Rest My Case.
Unatoč uspjesima, karijera mu je obilježena poviješću pravnih problema koji su započeli još od 2016., stoga je izdao nekolicinu projekata tijekom boravka u zatvoru.

## Diskografija
- Until Death Call My Name (2018.)
- Top (2020.)
- Sincerely, Kentrell (2021.)
- The Last Slimeto (2022.)
- I Rest My Case (2023.)

## Vanjske poveznice
- Službena stranica
- Billboard